# Первая кадровая рота

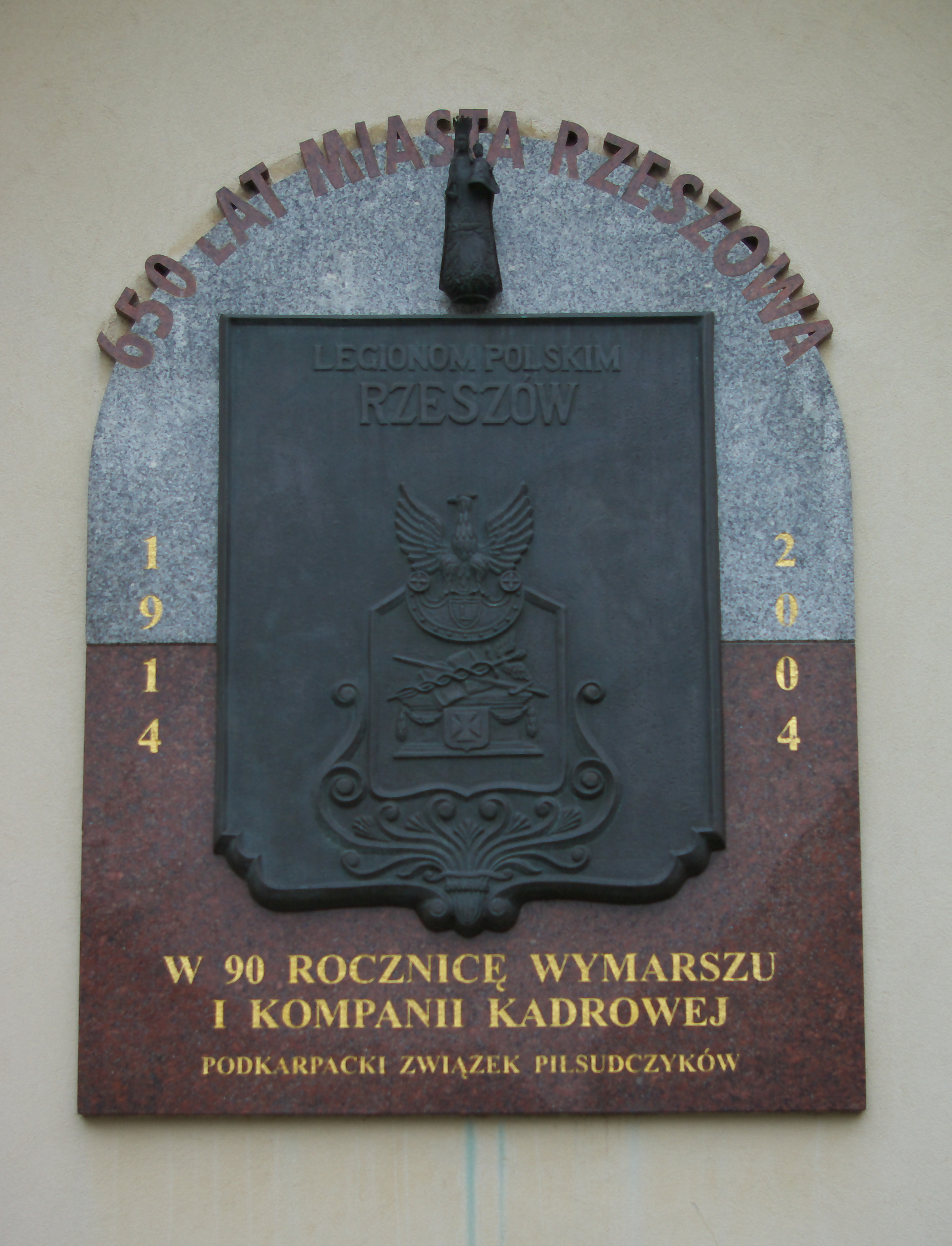
Табличка в память о Первой кадровой роте на колокольне в собора в Жешуве

Пе́рвая ка́дровая ро́та (пол. Pierwsza Kompania Kadrowa) — польское пехотное подразделение, созданное в Кракове 3 августа 1914 года Юзефом Пилсудским. Первыми бойцами роты были члены Стрелецкого союза и Польских стрелецких дружин. Впоследствии «Первая кадровая» стала основой первой бригады Польских легионов.
Первая кадровая рота была первым в истории Польши подразделением кадровой армии. Современные историки рассматривают её как основу для формирования вооружённых сил междувоенной Польши. В современной Польше чтят память об этом подразделении.

## История
28 июля 1914 года Австро-Венгрия объявила войну Сербии. Началась Первая мировая война.
29-30 июля Юзеф Пилсудский начал частичную мобилизацию стрельцов. Через день он подчинил Польские стрелецкие дружины себе, а 2 августа с согласия австрийских властей начал мобилизацию дружин из Галиции. В тот же день он назначил командиром нового подразделения Тадеуша Каспшицкого c позывным «Збигнев».
3 августа, около 18.00 было объявлено о создании Первой кадровой роты. 4 и 5 августа была продолжена организация и обучение солдат. Рота состояла из четырёх взводов, каждый из которых состояла из четырёх отделений из десяти человек. Таким образом, численность подразделения составляла 160 человек.
6 августа 1914 года Австро-Венгерская империя объявила войну Российской империи. В тот же день Первая кадровая выдвинулась в направлении Мехува. В Михаловице бойцы роты уничтожили российские блокпосты. .
По различным источникам, личный состав подразделения составлял 145—168 бойцов. В его состав входили члены так называемой Уланской семёрки.
8 августа 1914 года в Мехуве произошли первые изменения. Бывший командир роты Тадеуш Каспшицкий «Збигнев» пошел в Главный штаб, а Казимеж Ян Пьонтек «Хервин» занял его место. Модест Слониовски «Слань», офицер Польских стрелецких дружин, награждённый знаком «Парасол», принял командование 1-м взводом. В тот же день в роте появились первые 8 добровольцев, названных патрульными скаутами.

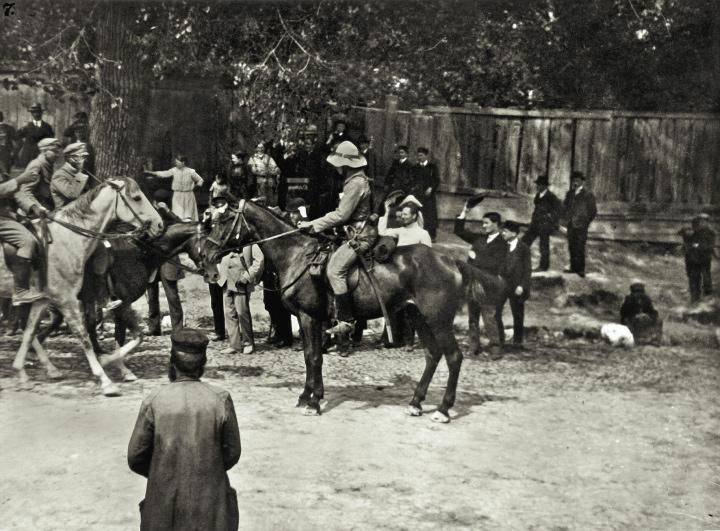
Первая кадровая рота вступает в Кельцы 12 августа 1914 года. Юзеф Пилсудский принимает рапорт у Чеслава Банкевича.

12 августа 1914 года Первая кадровая рота вместе с ротами Станислава Тессаро «Зосик» и Вацлава Вицерковича «Скавеол»  взяла Кельцы. Затем, после неудачной попытки прорыва в Варшаву, чтобы вызвать восстание, рота вернулась в Краков и стала ядром Польских легионов.
12 августа 1919 года в Варшаве по приказу Юзефа Пилсудского, верховного главнокомандующего, было организовано собрание «кадро́вцев». В собрании могли участвовать только офицеры, унтер-офицеры и солдаты, которые находились в составе кадровой роты на 6 августа 1914 года. «Кадровцы» после прибытия в Варшаву должны были сообщить о своём прибытии лейтенанту Стефану Помаранскому в Королевском замке.
В период с 16 августа по 27 августа Первая кадровая рота была реорганизована в Польские легионы (1914—1918). Трудно установить точную дату преобразования: Верховный национальный комитет призвал к формированию польских легионов 16 августа, Юзеф Пилсудский призвал к его формированию 22 августа, а австрийское правительство официально дало добро 27 августа. Все три даты в разных источниках могут упоминаться одновременно, означая как дату роспуска роты, так и дату формирования польских легионов.

## Личный состав

### Командование

Полковник Юзеф Пилсудский со своим штабом, 1914

1. Kasprzycki Tadeusz «Zbigniew» — главнокомандующий
2. Litwinowicz Aleksander «Grubszy» «Władysław» — интендант
3. Wieruszewski Michał «Zagończyk» — шеф компании
4. Dąbrowiecki Eustachy Jan Karol «Eustachy Wirski» — помощник шефа компании
5. Polniaszek Franciszek «Karol Nowopolski» — помощник шефа компании

### Первый взвод
1. Piątek Kazimierz Jan «Herwin» — командир взвода
2. Almstaedt Hugon «Puchacz»
3. Busler Kazimierz «Karol Magoski»
4. Cupiał Józef «Bukowski»
5. Englert Adam «Judym» «Żołnierz»
6. Ferencowicz Józef Bohdan «Krzesz»
7. Frydrych Marian «Szulc»
8. Głazowski Stanisław «Sokół»
9. Głowacz Eugeniusz «Ostaszewski Zenobi»
10. Goebel Kazimierz «Taternik»
11. Idzikowski Karol «Babinicz»
12. Janiszewski Lucjan «Pluch»
13. Jankowski Stanisław «Ziemowit»
14. Jankowski Stefan «Wernyhora»
15. Jóźwik Stefan «Stefanjusz»
16. Karski Kazimierz «Jur»
17. Karski Mieczysław «Witeź»
18. Kelm Julian «Koperczyński»
19. Kębłowski Stanisław «Kuźnicki»
20. Knobelsdorf Leon «Kruk»
21. Krzymowski Bolesław «Bajka»
22. Kuczerawcew Stefan «Poznańczyk» (впоследствии сменил позывной на Łannicki)
23. Kuśnierski Kazimierz «Leonard»
24. Łada Eugeniusz «Potok»
25. Marusiński Mieczysław «Lelum»
26. Misiewicz Jan «Roch»
27. Osiński Tadeusz Michał «Brzęk»
28. Pisarski-Szreniawa Jerzy «Kmicic»
29. Rozmarynowski Stefan «Żarski»
30. Starzyński Józef «Paweł»
31. Szeligowski Bogdan «Ratajko»
32. Witulski Ksawery «Osiecki»
33. Wojewódzki Sylwester «Stefan»
34. Wojtulewicz Walerian «Achilles»
35. Wolski Stefan «Bolesław»

### Второй взвод

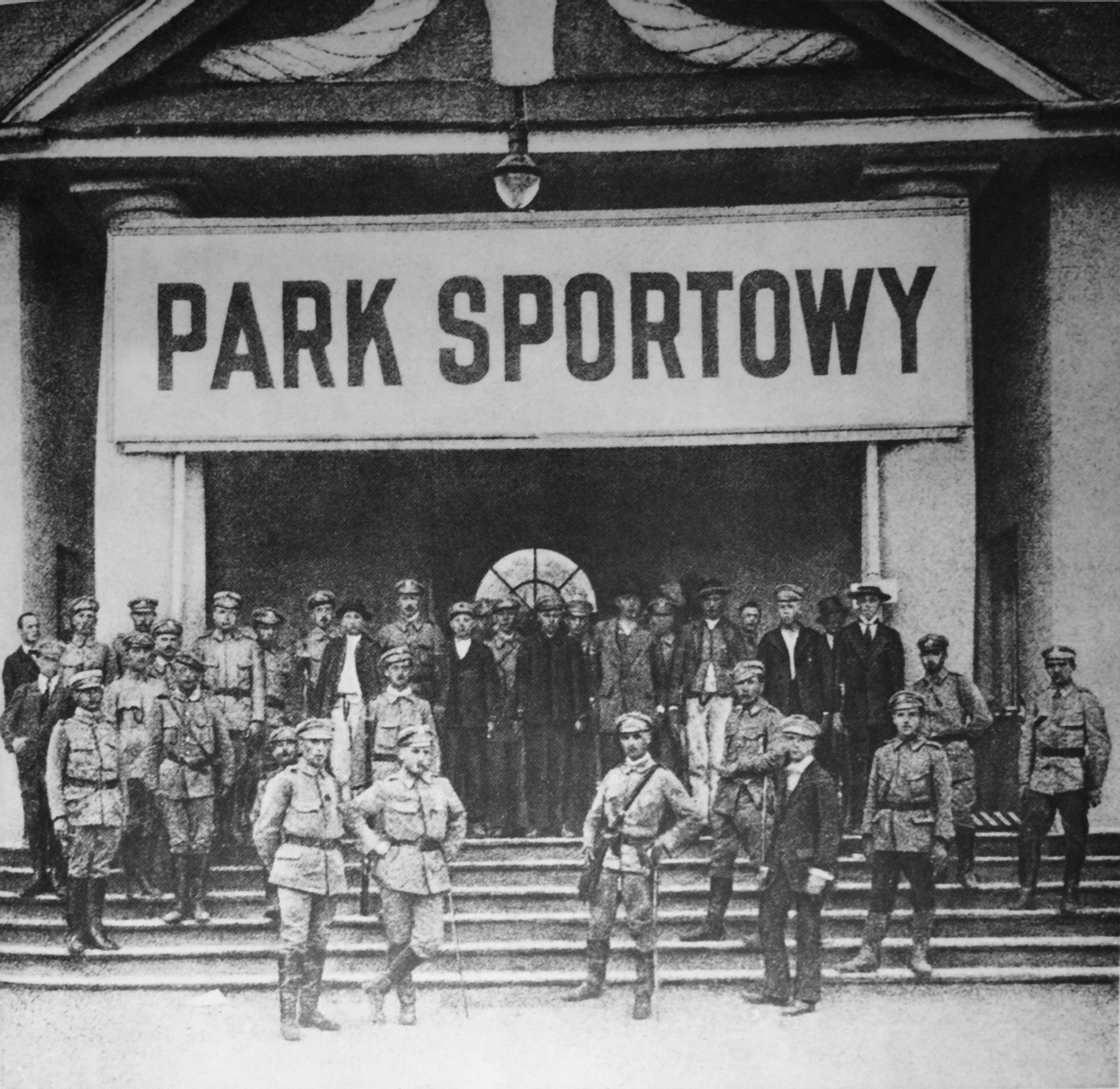
Стрельцы в Олеандрах

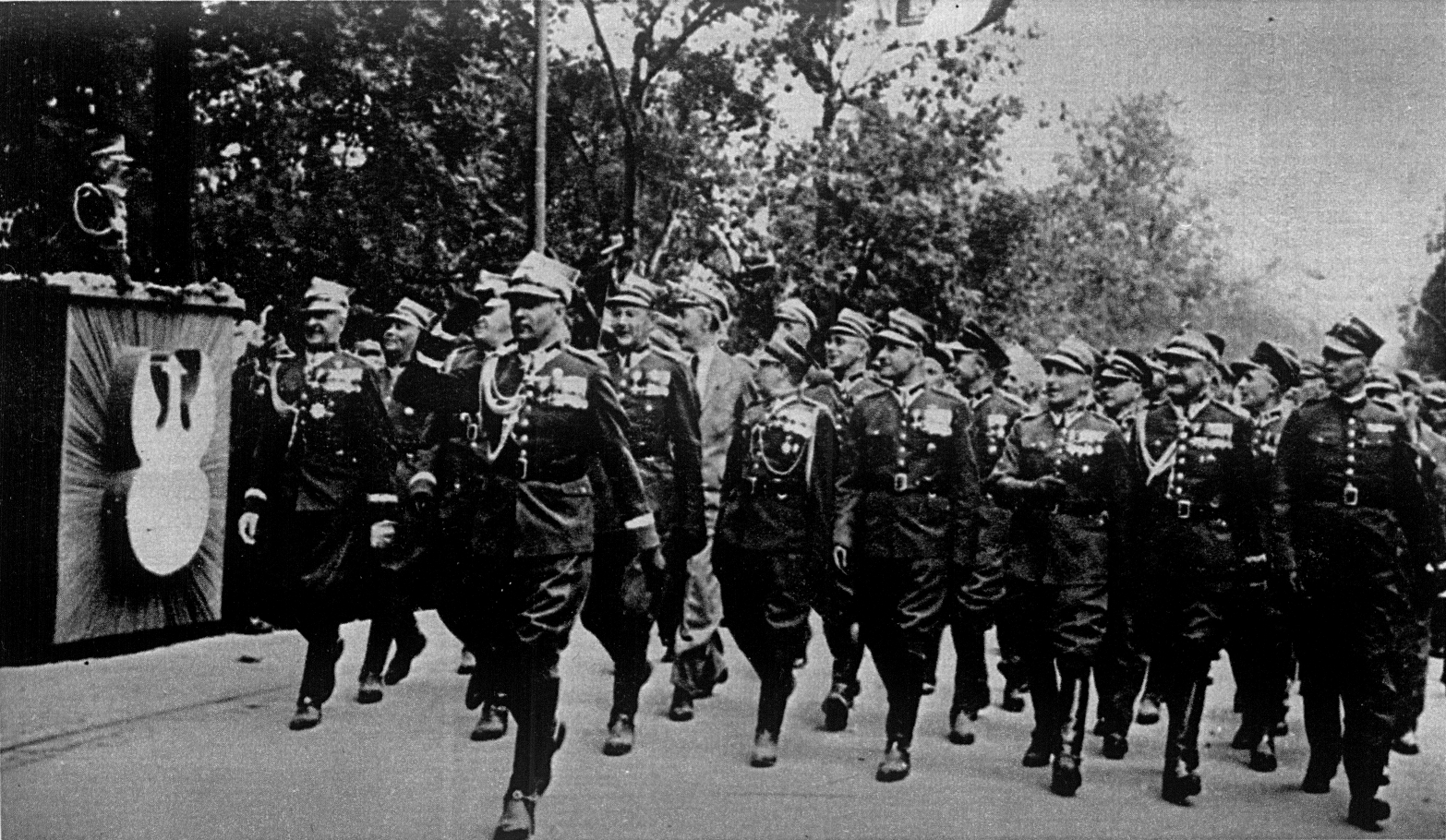
Последний парад кодровцев 6 сентября 1939 в Кракове
Впереди: Тадеуш Карпшицкий

1. Paszkowski Henryk «Krok» — командир взвода
2. Augustyniak Mieczysław «Czarnecki»
3. Baszkiewicz Władysław «Baśka»
4. Boerner Ignacy «Emil»
5. Bystrzyński Brunon «Wiktor», «Skrzetuski»
6. Caspaeri-Chraszczewski Tadeusz «Lech»
7. Dłużniakiewicz Janusz «Sęp»
8. Dobrowolski Henryk «Sęk»
9. Dziembowski Kazimierz «Huragan»
10. Gliński Jerzy «Eustachy»
11. Grzybowski Franciszek «Kruk Biały»
12. Horoszkiewicz Roman «Woynicz»
13. Kamieński Kazimierz «Luboń»
14. Kaszubski Tadeusz «Kowalewicz»
15. Maciszewski Seweryn «Wład»
16. Mansperl Bronisław «Haber»
17. Mierzejewski Bolesław «Strzecha»
18. Orzechowski Marian «Burkacki»
19. Ostrowski Tadeusz «Oster»
20. Pawłowski Janusz «Józef»
21. Platonoff Zygmunt Antoni «Plater»
22. Pomarański Stefan «Borowicz» (брат Зигмунда из 3 взвода)
23. Przepałkowski Zygmunt «Młot»
24. Rettinger Wacław «Graba» (в 1922 сменил позывной на Graba-Łęcki)
25. Smoleński Marian Józef «Kolec»
26. Spitzbarth Artur «Jerzy»
27. Strzelecki Kazimierz «Kazik»
28. Sujkowski Zbigniew «Bolko»
29. Szymański Roman «Tebański»
30. Wagner Adolf «Werner»
31. Zembrzuski Konrad «Bury»

### Третий взвод

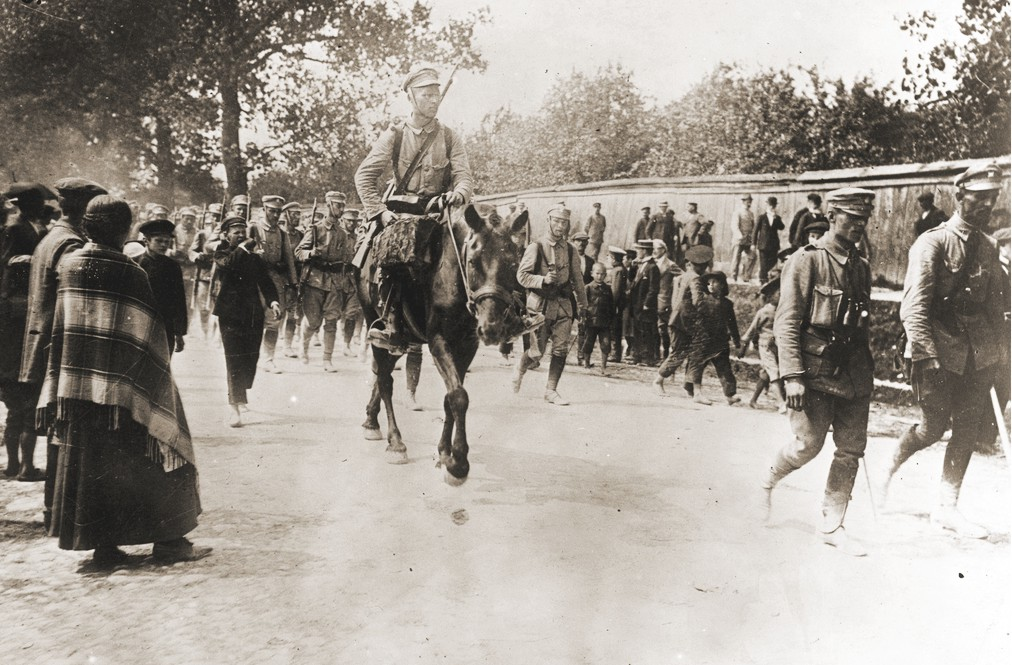
Первая кадровая рота в Кельцах, 1914

1. Burhardt Stanisław «Bukacki» — командир взвода
2. Boba Edward «Żbik»
3. Ciecierzyński Zbigniew «Zbych»
4. Dąbkowski Zygmunt «Korczak»
5. Ferencowicz Józef «Krzesz»
6. Ferencowicz Władysław «Graf»
7. Gajewski Stanisław «Chłop», «Mokrski»
8. Gieysztor Stanisław «Szachowski»
9. Głodowski Tadeusz «Boruta»
10. Kamiński Mieczysław «Obotrycki»
11. Kuczyński Jan «Zygmunt»
12. Malinowski Jan «Rudzki»
13. Morris-Malcolm Jerzy «Poraj»
14. Pomarański Zygmunt «Brzózka» (брат Стефана из 2 взвода)
15. Radomski Jerzy «Niemira»
16. Staszewski Józef «Krowajtys»
17. Szczepanowski Józef «Wojno»
18. Szubert Franciszek «Moździnski»
19. Tarnasiewicz Edmund Wacław «Heldut»
20. Trąbiński Jerzy «Czarny»
21. Woronicz-Hagedeusz Brunon «Jerzy»
22. Woźniak Józef «Sokołowski»

### Четвертый взвод
1. Jan Kazimierz Kruszewski «Kruk» — командир взвода
2. Bąkowski Leon «Kirkor»
3. Bryzek Aleksander «Kłos»
4. Chmielewski Czesław «Rafał»
5. Czaykowski Eugeniusz «Jastrzębski Tomasz»
6. Długoszowski Bolesław «Wieniawa»
7. Doleżko Franciszek «Bogdanowicz»
8. Hiller Stanisław «Ignacy Nowak»
9. Jabłoński Konstanty «Kostek»
10. Jachimowski Stanisław «Czarny»
11. Jasiński Ignacy «Zawisza»
12. Kowalski Wincenty «Huk»
13. Łęgowski Czesław «Srednicki»
14. Molenda Andrzej «Olszewski»
15. Momot Wiktor «Brawura»
16. Nowak Aleksander «Hauke»
17. Oberg Jan «Borgjasz»
18. Ogoniewski Kacper «Kosiński»
19. Parczyński Stanisław «Młot»
20. Pągowski Bolesław «Orwicz»
21. Romański Tadeusz «Taro»[4]
22. Stachlewski Bohdan «Dan»
23. Stachlewski Bronisław «Wiesław»
24. Tarnowski Jan «Winicjusz»
25. Wiśniewski Tadeusz «Szabelski»
26. Woźniakowski Jan «Czywar»
27. Zalewski Marcin «Nałęcz»
28. Zieleniewski Tadeusz «Kalina»

### Конный патруль

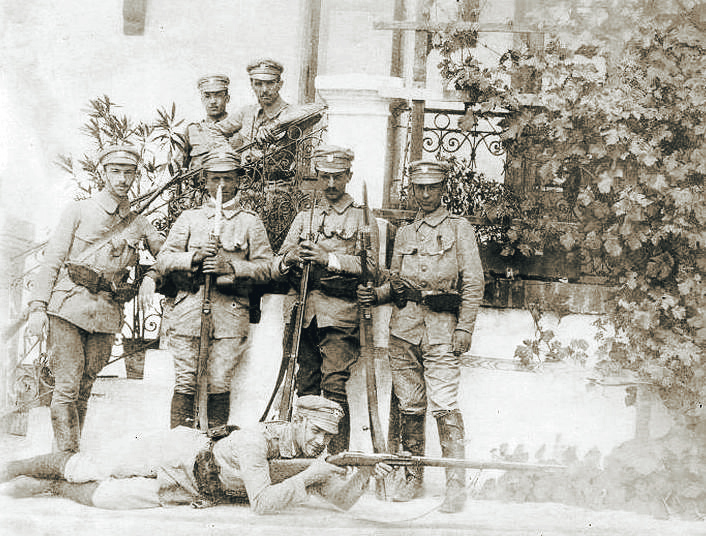
Уланская семёрка в Гожуках

1. Prażmowski Władysław «Belina» — командир конного патруля
2. Głuchowski Janusz «Janusz»
3. Jabłoński Antoni «Zdzisław»
4. Kulesza Stefan «Hanka»
5. Skotnicki Stanisław «Grzmot»
6. Skrzyński Ludwik «Kmicic»
7. Karwacki Zygmunt «Bończa»
8. Krak Stefan «Dudzieniec»[5]
9. Kleszczyński Edward «Dzik» (вступил в патруль 4 августа)

### Санитарный патруль
1. Stryjeński Władysław Jan Augustyn «Bystram» — командир санитарного патруля[6]
2. Rouppert Stanisław «Teodor»
3. Rajs Mieczysław Zenon «Dewajtis»
4. Grodecki Miłosz Gabriel Tadeusz «Oskierko»
5. Buczma Adam
6. Bekrycht Zenon «Głowiński»
7. Oberhard Izydor — новый командир санитарного патруля[7][8]

### Прочие (точная принадлежность не установлена)
1. Fabiszewski Stefan «Tadeusz» (1 или 2 взвод)
2. Hapiczuk Jan «Michał» (2 или 4 взвод)
3. Jarema Józef «Ziętek»
4. Jakubowski Andrzej «Łokietek» (3 или 4 взвод)
5. Jakubowski Antoni «Sabin»
6. Kilich Jan «Kufel»
7. Klimek Piotr «Rola»
8. Konarski Aleksander «Wyrwicz»
9. Kowalczewski Ignacy «Sępiński»
10. Kowalski Czesław
11. Krysiński Alfons «Walenty» (2 или 4 взвод)
12. Manicki Bronisław «Łamigława»
13. Napiórkowski Aleksander «Kordian» (1 или 4 взвод)
14. Nodzeński Michał «Jastrzębiec»
15. Palkij Stanisław
16. Renik Józef «Kiryłło»
17. Sarnowski Wacław «Głowacki»
18. Stefański Mieczysław «Bojanek»
19. Świderski Jan «Leszek»
20. Kosiński (имя неизвестно)
21. Kowalczuk Leon «Lew»
22. Lazarini de Colonna Edward «Powiślak»
23. Makowski Wincenty Franciszek (Wacław?) «Wilk»
24. Szapelski Feliks
25. Tomczyk Leopold «Glinka-Gliniecki»
26. Wendorff Stefan «Konopka»
27. Winiarz Jerzy Edward «Orsza»
28. Worosz Henryk Adolf «Dolek»
29. Zadworny Adam «Zamorski»
30. NN «Walgierz» (имя и фамилия неизвестны)
31. NN (имя и фамилия неизвестны)
32. NN (имя и фамилия неизвестны)

## Памятный знак

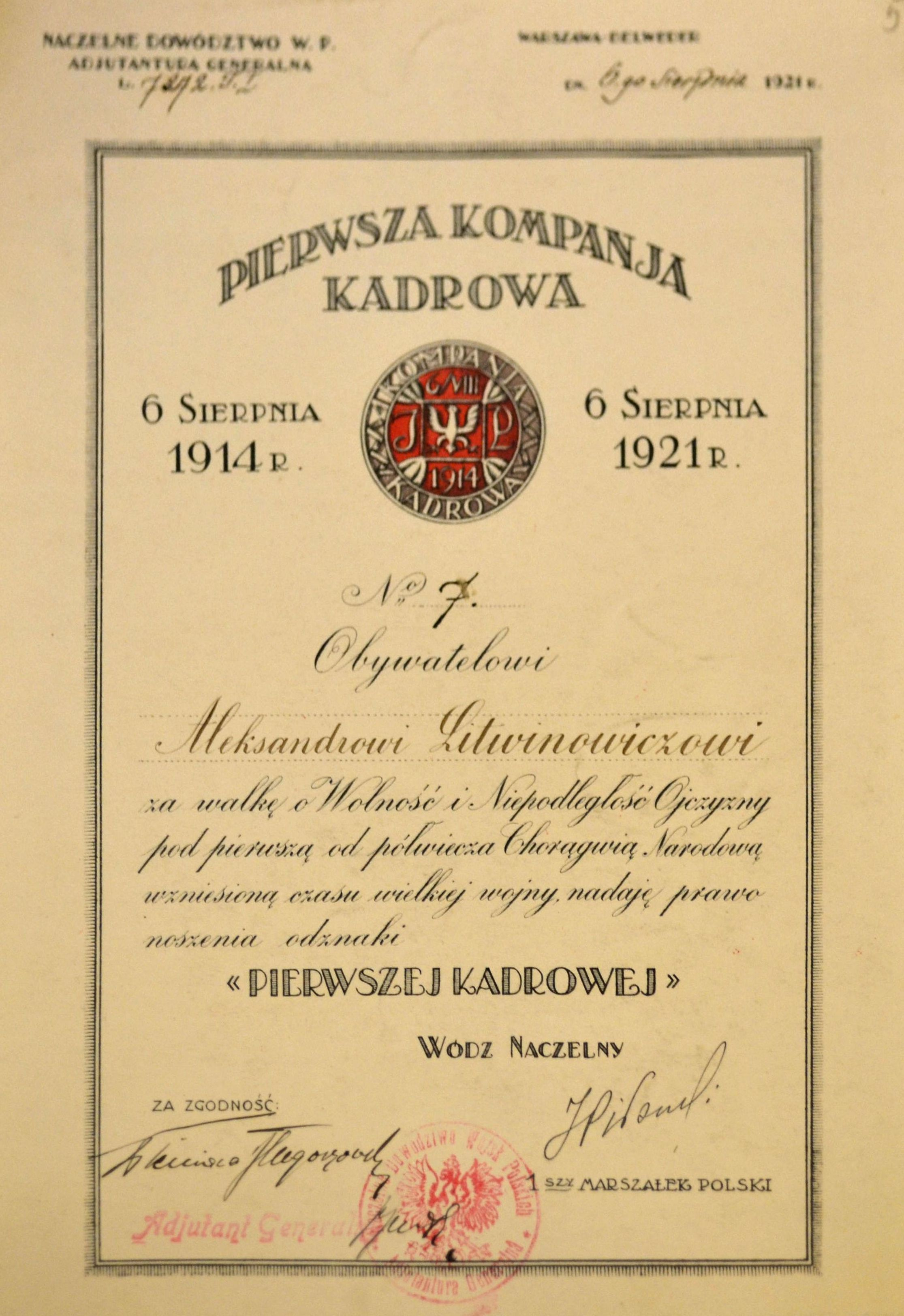
Диплом знака Первой кадровой роты Александра Литвиновича

27 мая 1924 года военным министром генерал-майором Владиславом Сикорским был учреждён знак Первой кадровой роты в качестве памятной награды её служащим. В центре знака, имевшего форму креста, был белый орёл без короны. На его гербе были инициалы «J» и «P» (Юзефа Пилсудского) и дата «6/VIII 1914» (6 августа 1914). Знак был диаметром 39 мм, изготовлялся из посеребренного томпака и пронумерованный на колпачке. По данным некоторым данным знаков было 149.
К знаку прилагался специальный диплом с печатью Верховного главнокомандования Войска польского.

## Песня
Двое бойцов Первой кадровой роты написали для нее строевую песню. Эта песня популярна в Польше и в наши дни, однако в современных исполнениях упоминание москалей, как правило, заменяется, а 2 куплета изымаются. Порядок куплетов (кроме первого) при исполнении может меняться.

| Raduje się serce, raduje się dusza, Gdy pierwsza kadrowa na Moskala rusza. Oj da, oj da dana, kompanio kochana, Nie masz to jak pierwsza, nie! Chociaż do Warszawy mamy długą drogę, Ale przecież dojdziem, byleby iść w nogę. Kiedy Moskal zdrajca drogę nam zastąpi, To kul z manlichera nikt mu nie poskąpi. A gdyby on jeszcze śmiał udawać zucha, Każdy z nas bagnetem trafi mu do brzucha. A gdy się szczęśliwie zakończy powstanie, To pierwsza kadrowa gwardyją zostanie. A więc piersi naprzód, podniesiona głowa, Bośmy przecie pierwsza kompania kadrowa | Радуется сердце и душа ликует - Кадровая рота в битву марширует. Ой да ты, родная, Рота дорогая! Лучше Первой в мире нет! Долгую в Варшаву, дальнюю дорогу Одолеем, если зашагаем в ногу. Коль москаль-собака путь нам перекроет, Пуль не пожалеем, в пыль его зароем. А коль шелудивый сдаться не захочет, Мы ему штыками брюхо пощекочем. А когда прогоним русских мы поганок, Целовать красивых будем варшавянок. А когда победой кончится восстанье, Гвардией по праву наша рота станет. Пусть гордится нами польская пехота - Первая её мы кадровая рота. |